# L'altro figlio (novella)
L'altro figlio è una novella di Luigi Pirandello. Fa parte di In silenzio, sesto tomo delle Novelle per un anno. 
Da questo racconto lo scrittore ricavò l'omonimo lavoro teatrale.
È una delle novelle pirandelliane su cui si basa Kaos dei fratelli Taviani.

## Trama
In un piccolo paese siciliano, l'anziana e miserabile vedova Mariagrazia, che è anche analfabeta, da anni cerca di far pervenire ai due figli che vivono negli Stati Uniti le lettere da lei dettate. Né l'uno né l'altro le hanno mai risposto. Un giorno Mariagrazia, grazie a un medico, scopre che Ninfarosa, la donna cui aveva dato l'incarico di scrivere, si era in realtà beffata di lei per tutto il tempo. La vecchia rivela allora al medico di avere un altro figlio, Rocco, che vive lì vicino: un ragazzo che lei ha sempre rifiutato. L'atteggiamento ostile di Mariagrazia è dovuto al fatto che Rocco è frutto di uno stupro; e, come se non bastasse, il giovane ha ereditato dal padre gli stessi tratti fisici.

## Edizioni
- Luigi Pirandello, Novelle per un anno, Prefazione di Corrado Alvaro, Mondadori 1956-1987, 2 volumi. 0001690-7
- Luigi Pirandello, Novelle per un anno, a cura di Mario Costanzo, Prefazione di Giovanni Macchia, I Meridiani, 2 volumi, Arnoldo Mondadori, Milano 1987 EAN: 9788804211921
- Luigi Pirandello, Tutte le novelle, a cura di Lucio Lugnani, Classici Moderni BUR, Milano 2007, 3 volumi.
- Luigi Pirandello, Novelle per un anno, a cura di S. Campailla, Newton Compton, Grandi tascabili economici.I mammut, Roma 2011 Isbn 9788854136601
- Luigi Pirandello, Novelle per un anno, a cura di Pietro Gibellini, Giunti, Firenze 1994, voll. 3.